# Pourouma floccosa
Pourouma floccosa är en nässelväxtart som beskrevs av C.C. Berg. Pourouma floccosa ingår i släktet Pourouma och familjen nässelväxter. Inga underarter finns listade i Catalogue of Life.